# Künstlerkolonie Frauenchiemsee
Die Künstlerkolonie Frauenchiemsee war eine Künstlerkolonie auf der Insel Frauenchiemsee im Chiemsee (Oberbayern).

## Geschichte
Simon Warnberger und Johann Jakob Dorner der Jüngere malten zu Beginn der 19. Jahrhunderts die Landschaft am Chiemsee.
Als Begründer der Künstlerkolonie auf der auch als Fraueninsel bezeichneten Insel gilt jedoch der Münchner Max Haushofer. Als 17-jähriger Schüler kam er 1828 erstmals auf die Fraueninsel. Er brachte zahlreiche Künstlerkollegen wie Christian Ruben und Franz Roubaud mit auf die Insel. Nach Jahren der regelmäßigen Besuche heiratete er die Tochter des Gastwirts, Anna Dumbser. Die Künstlerkolonie auf der Fraueninsel sollte fast ein Jahrhundert bestehen bleiben.
Der Historienmaler Josef Holzmaier (1809–1859) stammte von der Insel. Christian Ruben war ebenfalls mit einer Tochter des Wirts des Gasthofs „Zur Linde“ verheiratet, Susanna Dumbser. Ihr Sohn Franz Ruben (1842–1920) war ebenfalls Maler. Christian Ruben war der erste, der 1835 mit „Ave Maria“ ein Genre-Bild vom Chiemsee malte. Sein Schüler Julius Köckert wurde durch die 1854 gemalte „Hochzeitsfahrt auf dem Chiemsee“ bekannt.
Der Landschaftsmaler Christian Mali war ab 1862 mehrmals auf der Insel. Zur Künstlerkolonie auf der Fraueninsel zählten auch Emma Haushofer-Merk (1854–1925) und Carry Brachvogel (1864–1942), die gemeinsam den ersten Schriftstellerinnenverein Bayerns gründeten sowie die Autorin Eva Gräfin von Baudissin (1869–1943). Marie Haushofer (1842–1920) setzte der Fraueninsel als Malerin und Dichterin ein künstlerisches Denkmal.
1869 besuchte der gebürtige Darmstädter Karl Raupp (1837–1918) erstmals Frauenchiemsee und wurde später als „Chiemsee-Raupp“ bekannt. Auf der Insel verfasste er sein Handbuch der Malerei (4. Auflage 1904) und war mit Franz Wolter (1865–1932) Herausgeber der 1918 veröffentlichten Künstlerchronik von Frauenchiemsee. Auch der Tiroler Maler Joseph Wopfner (1843–1927) war oft auf der Fraueninsel und zählte zur Künstlerkolonie. Eine wichtige Rolle spielten zu dieser Zeit die Wirtin Julie Huber und deren Nichte Gusti. Wopfner wurde 1905 mit der Ehrenbürgerwürde der Gemeinde Frauenchiemsee geehrt. 1910 verunglückte der Maler Alfred Zimmermann bei einer Kahnfahrt am See.
Nach dem Ersten Weltkrieg wurde die Malertradition am Chiemsee noch einmal erneuert. 1920 eröffneten „Die Frauenwörther“ ihre erste Ausstellung auf der Fraueninsel. Zu ihnen zählten neben dem Initiator Hiasl Maier-Erding (1894–1933) auch Thomas Baumgartner (1892–1962), Constantin Gerhardinger (1888–1970) und Rudolf W. Gröschel (1891–1985). 1928 wurde auf der Insel die Hundertjahrfeier der Künstlerkolonie gefeiert. Hiasl Maier-Erding starb 1933 mit 38 Jahren, die „Frauenwörther“ Künstlervereinigung bestand nach dem Tod ihres Gründers aber weiter. Erst 1960 kam es zur letzten Ausstellung der „Frauenwörther“ Künstlervereinigung.
Die Verbundenheit der Künstler zeigte sich auch nach deren Tod. Folgende Maler und Bildhauer sind auf dem Friedhof der Insel begraben:
- Eugen Croissant (1898–1976), Maler
- Heinrich Düll (1867–1956), Bildhauer
- Theodor von Gosen (1873–1943), Bildhauer
- Hans Haffenrichter (1897–1981), Maler

- Alfred Haushofer (1872–1943), Maler
- Heinrich Kirchner (1902–1984), Bildhauer
- Emil Lugo (1840–1902), Maler
- Franz Roubaud (1856–1928), Maler
- Christian Christoph Ruben (1805–1875), Maler

## Sammlungen von Werken
Über fünfzig Werke von Chiemseemalern und der Künstlerkolonie Frauenchiemsee befinden sich in der „Galerie Maler am Chiemsee“ im Augustiner-Chorherrenstift Herrenchiemsee. Größere Sammlungen sind in der Galerie der Chiemseemaler im Heimatmuseum Prien und in der Galerie des Marktes Grassau  zu finden. Auch das Exterhaus in Feldwies in der Gemeinde Übersee verfügt über Bestände.